# 張健利
張健利，CBE，KC，SC，JP（1944年2月15日—），香港資深大律師，畢業於布里斯托大學，曾任香港大律師公會主席及基本法諮詢委員會執委會成員。

## 背景
張健利生於馬來西亞沙巴，1963年畢業於砂拉越古晉聖若瑟私立學校（St Joseph's Private School），1967年於英國布里斯托大學取得榮譽法學士學位。其後他於1968年在林肯律師學院取得大律師資格，1969年至1970年隨後來成為香港終審法院非常任法官的列顥倫學習，1970年在香港獲取同樣資格，並於1981年獲委任為御用大律師，擅打司法覆核案件。張健利除了律師本職之外，他還兼教法律課程，1982年起擔任香港樹仁學院法律系主任，1983年起擔任香港大學法學院考試官，1984年開始擔任該法學院的榮譽講師。同期他在1984年至1987年當選香港大律師公會主席。
在1990年代，張健利更踏足政界，不但於1992年至1997年間獲委任為行政局非官守議員，亦曾擔任證監會非執行董事、稅務上訴委員會、廉政公署事宜投訴委員會委員、投訴警方獨立監察委員會（監警會之前身）主席等公職。及至2020年獲委任為太平紳士。另外，他是公民黨成員。

## 個人生活
張健利於1971年2月與李氏（Agnes）結婚，婚後育有1子1女。